# Kirimoja
Kirimoja, ibland även cherimoya, chirimoja, gräddäpple,  äggostäpple, (Annona cherimola) är en art i familjen kirimojaväxter som härstammar från dalgångar i Anderna i Ecuador, Peru och Bolivia, men som nu odlas i många områden världen över. Frukten är grön till brun, med ett lite speciellt yttre utseende som påminner om fjäll eller fingeravtryck. Köttet hos en mogen frukt är vitt och mjukt, nästan krämigt, med en angenäm smak och doft. Mark Twain ansåg frukten vara ”den allra mest delikata frukt som människan kände till”.

## Beskrivning
Kirimoja bildar ett tätt 3–9 meter högt städsegrönt buskigt träd. Grenarna är ludna eller nästan kala med äggformade, trubbiga knoppar. Bladen är enkla, strödda. Bladskaften är 6–12 mm långa, bladskivorna är ludna, filhåriga undertill, ovala till lansettlika, elliptiska, omvänt äggrunda, eller sällan runda, med trubbig eller rundad, något sned bas, spetsarna är trubbiga till något spetsiga, 5–25 × 2,5–10 cm, papperstunna, med 11–14 par bladnerver. Blomställningar har en till tre doftande blommor. Foderbladen är ovala, 2–4 mm, filtludna på utsidan och kala på insidan. De tre yttre kronbladen är gröngula till rödaktiga på utsidan, och gulaktiga till vitaktiga på insidan med lila prickar vid basen, linjära till avlånga, trubbiga, 1,5–3 cm, ludna. De inre kronbladen saknas eller finns endast som små fjäll. Frukten är ett fruktförband, mestadels grön, oval, hjärtformad, konisk, eller sällan klotformig till 20 × 15 cm och 150–500 gr, sällan upp till 2,7 kg eller mer, slät eller knölig, men utan fåror mellan upphöjningarna. Fruktköttet är vitt och välsmakande. Fröna är svartbruna, cirka 1 cm, och något tillplattade. Trädet blommar under vår och sommar och bär frukt från mitten av sommaren till hösten.

## Sorter
Det finns många sorter av frukten och några populära är: Bays, Whaley, Deliciosa, Chaffey, Booth och McPherson. I Spanien odlas Fino de Jete, Campas, Pinchua och Baste. I Sydamerika återfinns Lisa, Impresa, Umbonada, Papilonado, Tuberculada och Chevez. Sorter skiljer sig i främst åt i skalens utseende och i antal frön. Träd som producerar kärnfria frukter rapporteras ibland. Kärnfria frukter kan stimuleras fram med hjälp av gibberellinsyra.

## Användning
Frukten sägs vara en av de finaste av alla tropiska frukter. Det puddingliknande fruktköttet äts färskt och har en blandning av sötma och mild syra i kombination med smaker av ananas, päron och sin egen ton. Den kan användas till juice, som smaksättare i en rad olika mejeriprodukter och den går även att konservera.